# ریکاردو کادنا
ریکاردو کادنا (اسپانیایی: Ricardo Cadena‎؛ زادهٔ ۲۳ اکتبر ۱۹۶۹) بازیکن سابق و مربی فوتبال اهل مکزیک است.
از باشگاه‌هایی که در آن بازی کرده‌است می‌توان به باشگاه فوتبال گوادالاخارا، باشگاه فوتبال تیخوانا، و باشگاه فوتبال لئون اشاره کرد.
وی همچنین در تیم ملی فوتبال مکزیک بازی کرده‌است.